# Thomas Gainsborough

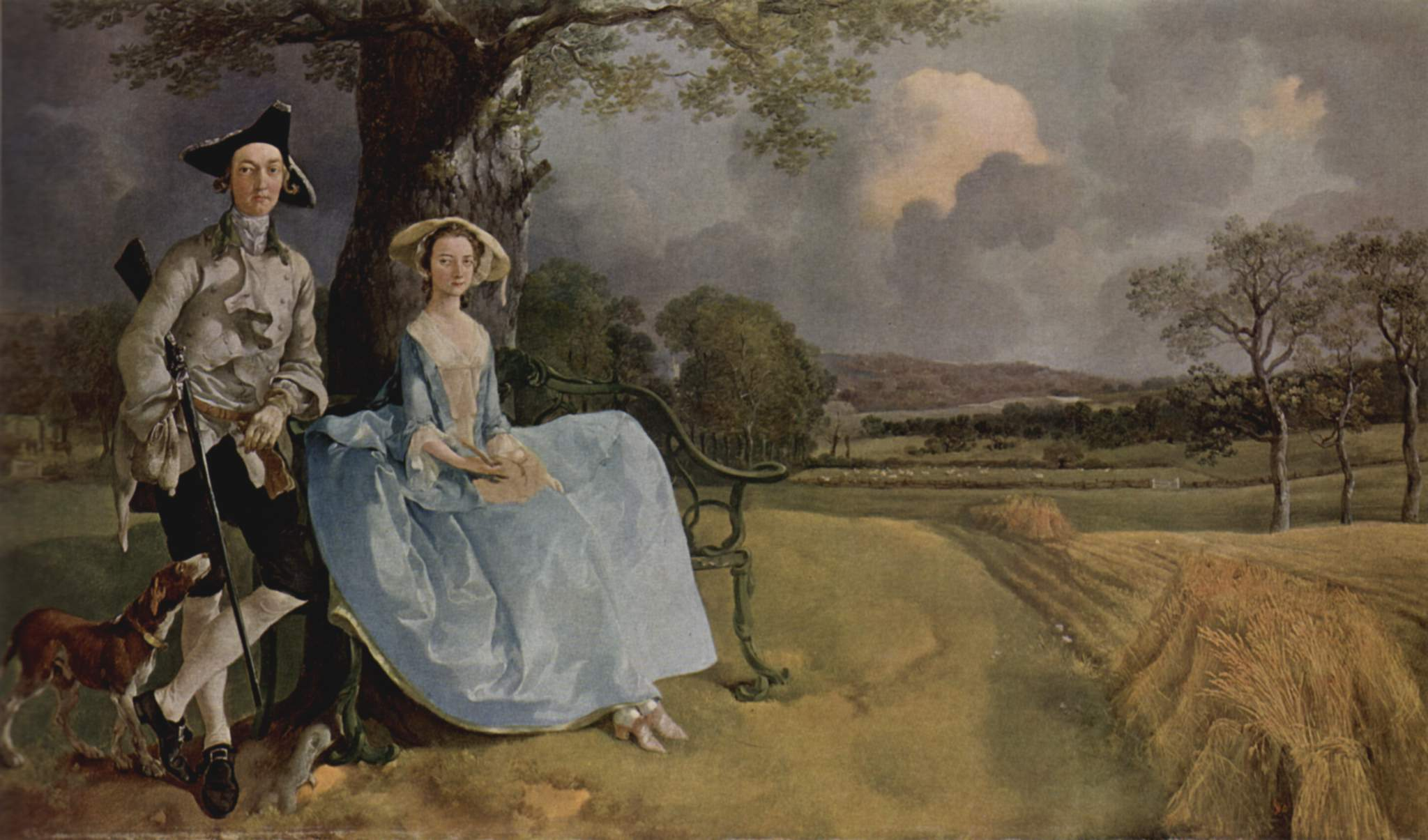
Mr och mrs Andrews, cirka 1750. National Gallery.

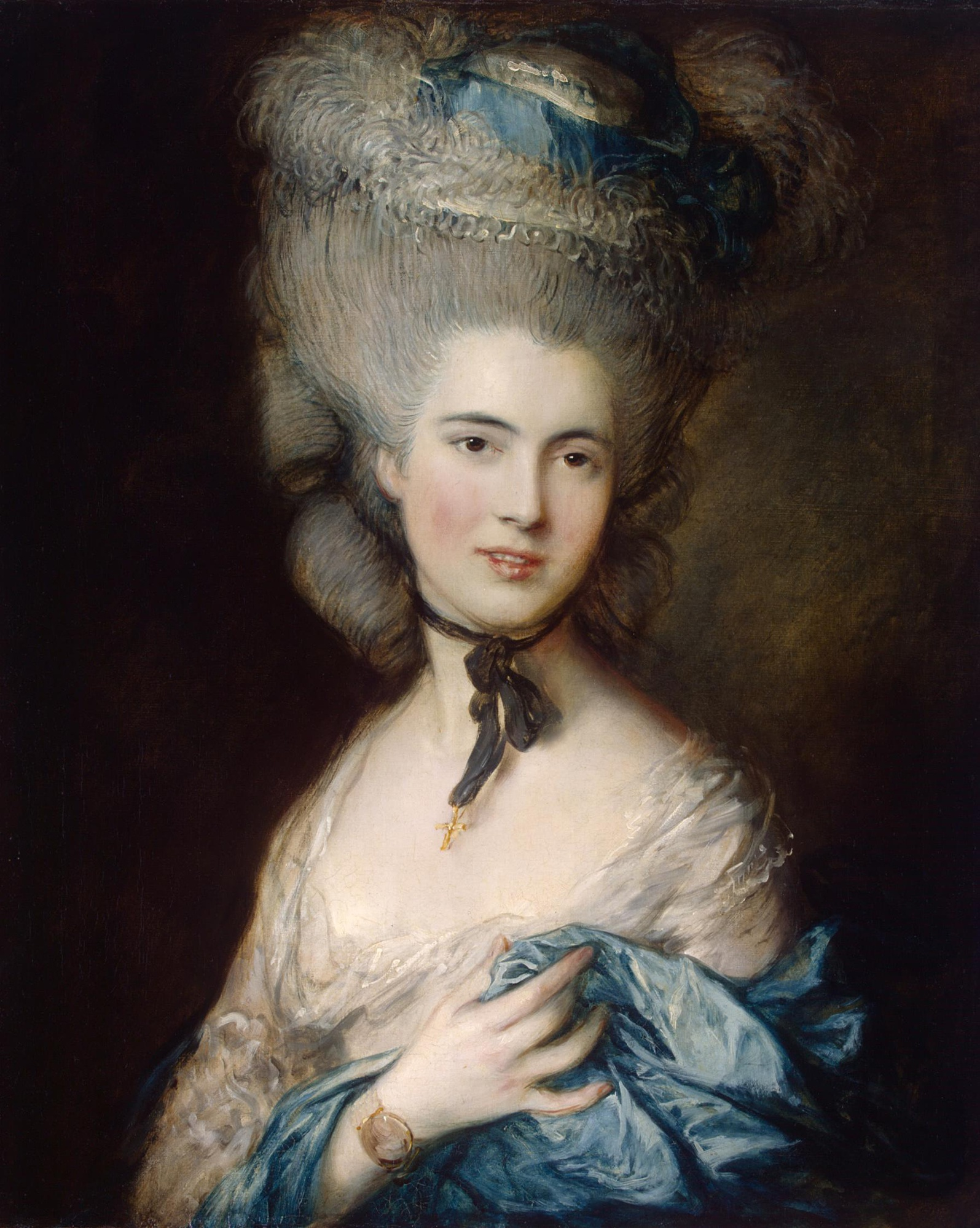
Kvinna i blått, cirka 1770. Eremitaget.

Thomas Gainsborough, döpt 14 maj 1727 (troligen född denna dag eller dagarna före) i Sudbury i grevskapet Suffolk, död 2 augusti 1788 i London, var en brittisk målare.

## Biografi
Gainsborough var bosatt som ung i Gainsborough's House i Sudbury, idag ett museum och konstgalleri. År 1740 begav han sig till London där han bland annat studerade konst för Hubert-François Gravelot. Omkring 1745 öppnade han egen ateljé och målade landskap i det lilla formatet. Han gifte sig 1746 med Margaret Burr, en illegitim dotter till Henry Scudamore, 3:e hertig av Beaufort. När hans far, tyghandlaren John Gainsborough, dog 1748 flyttade han tillbaka till Sudbury. År 1752 flyttade han till Ipswich där familjen bodde till 1759. Parets första dotter föddes omkring 1747, hette Mary och dog redan 1748 – strax efter färdigställandet av Porträtt av konstnären och hans hustru och dotter. Deras enda barn som uppnådde vuxen ålder var Mary (1750–1826) och Margaret (1751–1820) som Gainsborough kärleksfullt porträtterade flera gånger, bland annat i Konstnärens döttrar jagar en fjäril (cirka 1756).
Familjen Gainsborough flyttade 1759 till Bath där hans rykte som den brittiska överklassens främste porträttmålare växte snabbt. År 1768 var han en av grundarna till Royal Academy of Arts i London. Hans främste rival, sir Joshua Reynolds, valdes till konstakademins första ordförande. Han lät i flera år skicka sin verk till akademins utställningar, men 1786 lämnade han den efter en dispyt om tavelhängning. År 1774 bosatte sig familjen Gainsborough i London där konstnären 1777 fick sin första kungliga beställning. Den följdes av många fler kungliga beställningar, dock utan att han någonsin blev utnämnd till hovmålare. Gainsborough dog 1788 i cancer i London.
Gainsborough räknas till en av Englands främsta porträtt- och landskapsmålare. Hans målningar är ofta stilla och melankoliska och har ett milt ljus som uppvisar en tydlig influens från det holländska landskapsmåleriet på 1600-talet, till exempel Anthonis van Dyck, samt från 1700-talets franska rokokomåleri med företrädare som bland andra Antoine Watteau. 
Senare kom Gainsborough att påverkas av Bartolomé Esteban Murillo. Till en början utförde han idylliska herdescener och landskap. Därefter ägnade han sig mer åt porträttmåleri och utvecklade en ny motivtyp: landskapsporträttet, till exempel i Mr och mrs Andrews. Ofta lät han de porträtterade posera i helfigur i ett romantiskt och lummigt engelskt parklandskap. Gainsborough ville helst måla landskap; porträtt gjorde han främst på beställning. Han uttryckte vid ett tillfälle att "jag gör porträtt för att överleva och landskap för att jag tycker om dem". Det är dock hans porträtt som lagt grunden till hans berömmelse idag. 

## Utmärkelser
Asteroiden 8236 Gainsborough är uppkallad efter honom.

## Berömda verk
för en alfabetisk lista, se kategori:Målningar av Thomas Gainsborough.
- Mr och mrs Andrews (cirka 1750)
- Kvinna i blått (cirka 1770)
- Den blå pojken (1770)
- Morgonpromenaden (1785)

Gainsborough är representerad på Nationalmuseum med två verk, däribland Maria, Lady Eardley (cirka 1770).